# 天野貞祐
天野 貞祐（あまの ていゆう、1884年〈明治17年〉9月30日 - 1980年〈昭和55年〉3月6日）は、大正・昭和期の日本の哲学者・教育者・文学博士。京都帝国大学名誉教授。甲南高等学校校長。
第二次世界大戦後は第一高等学校校長・文部大臣（第3次吉田内閣）を務めた後に獨逸学協会学校を母体として創立された獨協大学の初代学長を務めた。文化功労者。武蔵野市名誉市民。

## 経歴
出生から修学期
1884年、神奈川県津久井郡鳥屋村（現在の相模原市）の豪農の出身。父・天野藤三は自由民権運動に参加して後に村長・衆議院議員を務めた。父は教育熱心な人物であり、天野も将来医師になることを嘱望されて13歳の時に獨逸学協会学校中学校（旧制中学、獨協学園の前身）に入学した。そこで野球と出会い、野球部の選手として活躍したが足を痛めて退部。さらに追い討ちをかけるように母をチフスで失い、4年生の時に退学してしまう。しかしながら、21歳の時に内村鑑三の『後世への最大遺物』を読んで、自分の人生を見つめ直した天野は獨協の5年生として復学し、翌年には首席で卒業した。
当時獨協の校長であった大村仁太郎に憧れて教育者へと志望を転向して第一高等学校に入学。内村鑑三から直接教えを受け、また九鬼周造・岩下壮一とは親友になった。その後京都帝国大学文科大学・同大学院に進学して桑木厳翼らの下でカント哲学を専攻した。在学中にカントの『プロレゴーメナ』（『哲学序説』）の日本語訳に取り組み、東亜堂後に岩波書店から刊行された。
哲学者として(戦前)
1913年、「カント学者としてのフィヒテ」を発表。同年には西田幾多郎の推挙で智山派勧学院大学林講師となり、翌年には第七高等学校のドイツ語教師として赴任した。さらに西田幾多郎らの推挙を受けて学習院教授に転じた。1922年から翌年にかけて、ドイツのハイデルベルク大学に留学して哲学研究に打ち込んだ。1926年、桑木厳翼・朝永三十郎の推挙によって母校・京都帝国大学助教授となった。1930年にはイマヌエル・カントの代表作『純粋理性批判』を初の完訳版を刊行した。
1931年6月、学位論文『『純粋理性批判』ノ形而上学的研究』を京都帝国大学に提出して文学博士号を取得。同年、京都帝国大学文学部教授に昇格した天野であったが、1937年に出した『道理の感覚』に台頭する軍部と軍国主義に対する批判が含まれていたことから、軍部や右翼、マスコミが天野を糾弾することとなった。自主絶版ということで不問に付されたものの、その後も『学生に与ふる書』（1939年）を著すなど、時流に流される世の中に警鐘を発し続けた。1944年、京都帝国大学を定年退職した天野は、甲南高等学校（現在の甲南大学）校長在任中に終戦を迎えた。
戦後
1945年、天野は母校・第一高等学校校長に就任、その後は安部磯雄の急死に伴って日本学生野球協会会長・日本育英会会長に就いた。
文部大臣として
1950年には吉田茂に乞われて2年間文部大臣を務めた。ただし、後述のように、当時は再軍備と逆コースを巡って揺れていた時期と重なり、戦前と同様に時流に流されない教育という自身の信念に基づく教育行政を推進しようとしたことが、予想もしない政治問題を惹き起こし、結果的には天野にとっては不本意な時期となった。1950年11月7日、文相天野は全国教育長会議で、修身科の復活、国民実践要領の必要を表明した。1951年11月14日、文相天野は国民実践要領の大綱を発表し、参議院その他で問題化し、11月27日、白紙撤回を表明した。1952年2月19日、文相天野は記者会見で、漢文を高校必修科目にしたいと発言し、2月20日、文部省は見送りと決定し、2月23日、衆議院本会議は東洋精神文化振興に関する決議案を可決した。この間、学生と警察官との紛争事件に関し衆議院行政監察特別委員会に証人喚問された。
文部大臣退任後

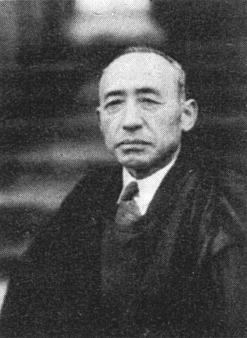
一高時代の天野貞祐

大臣退任直後、天野は青春時代を過ごした母校・獨逸学協会学校の後身である獨協学園が戦後日本の国家スタイルがドイツ型からアメリカ型に移行するに伴って衰微していることを知る。母校再建のために校長就任要請を受諾して、自らが信条とする「学問を通じての人間形成」の精神に則った「獨協再建」に尽くすことになる。やがて、遅ればせながら獨協にも大学を創設すべきだという声に支えられて、1964年に獨協大学を創立して初代学長に就任。続いて国立教育会館の初代館長に就任した。また、同年9月10日には「天野貞祐先生後援会」（世話人は安倍能成、茅誠司、森戸辰男、小泉信三ら15名）が発足した。
だが、戦後の日本は「オールド・リベラリスト」の天野にとっては意に沿うことばかりではなかった。一高校長時代には大学制度改革に際して「東京帝国大学（東京大学）を一般の大学と同じにしてしまった場合には、東大を頂点とした大学の格付けが生まれて受験競争が発生してしまう」として学部を置かない大学院大学にすることを提案したものの退けられ、文部大臣時代には戦後の人心の荒廃と受験競争の激化を憂慮して1951年に「国民実践要領」を作成して道徳教育の必要性を唱えたところ、日本社会党などの野党や日教組から「反動的な修身教育の復活だ」と糾弾され、白紙撤回に追い込まれた。獨協大学創立にはこうした時流に対する天野の抵抗の意味もあったとされている。だが、やがて学生運動の嵐が獨協大学にも及ぶようになると、学生達から天野の方針を批判する声が高まってきた。これを受けて1969年、天野は学長退任に追い込まれた。
その後も獨協学園の学園長として学校運営に関わる一方で、1973年には教育面で勲一等旭日大綬章を、学生野球の面で野球殿堂（特別表彰）が贈られた。
1980年、96歳で死去。墓は尊敬する大村仁太郎の眠る雑司ヶ谷霊園と故郷の天野家の墓に分骨されて、後に妻のタマ（1990年に102歳で死去）も葬られた。

## 栄典
- 1973年11月3日： 勲一等旭日大綬章[7]
- 1980年：従二位(死後)。銀杯一組が贈られた。

## 家族・親族
- 父：天野藤三は自由民権運動に参加した衆議院議員。
- 兄：尾崎行雄の妹婿。

## 著作
著書
- 『カント 純粋理性批判：純粋理性批判の形而上学的性格』岩波書店〈大思想文庫　第17〉、1935年10月5日。doi:10.11501/1236737。全国書誌番号:47025611。
  - 復刊 1965年・1985年
  - 『『純粋理性批判』について』講談社〈講談社学術文庫〉、1980年5月。doi:10.11501/12216347。全国書誌番号:80025647。
- 『道理の感覚』岩波書店 1937
  - 文庫化：角川文庫 1958
- 『学生に与ふる書』岩波新書 1939
  - 復刻版・獨協学園
- 『道理への意志』岩波書店 1940
  - 文庫化：角川文庫 1959
- 『私の人生観』岩波書店 1941
- 『生きゆく道』細川書店 1948
  - 角川文庫 1956年
- 『若き女性のために』要書房 1948
  - 文庫化：現代教養文庫 1957年
- 『如何に生くべきか』雲井書店 1949
- 『人間の哀しみ』弘文堂アテネ文庫 1949
- 『教育試論』岩波書店 1949
- 『今日に生きる倫理』要書房 1950
- 『真実を求めて』雲井書店 1950
- 『スポーツに学ぶ』細川書店 1951
- 『学生論』河出書房 1952
- 『教育論』河出書房 1952
- 『人生論』河出書房 1952
- 『日日の生活』中央公論社 1952
- 『私のスポーツ観』神田順治編 河出市民文庫 1952
- 『国民実践要領』酣燈社 1953
- 『随想録』河出書房 1953
- 『忘れえぬ人々 自伝的回想』河出書房 1953
- 『わたしの生涯から』青林書院 1953
  - 日本図書センター〈人間の記録〉 2004
- 『今日に生きる女性の道』要書房 1954
- 『日日の倫理 わたしの人生案内』酣燈社 1954
- 『人生読本』要書房 1955
- 『高校生のために』東西文明社 1957
- 『新時代に思う』東京創元社 1958
- 『私たちはどう生きるか 4 天野貞祐集』ポプラ社 1958
- 『医家と教養』金原出版 1960
- 『高校生のために』塙書房 1960
- 『カント哲学の精神』学芸書房 哲学選書 1968
- 『教育五十年』南窓社 1974
- 『わが人生』自由学園出版局 1980[8]
- 『天野貞祐講話集』独協学園 1994

著作集
- 『天野貞祐著作集』全5巻 細川書店 1949-1951
  - 『天野貞祐著作集』全5巻 塙書房 1960

1. 第1巻 人生論
2. 第2巻 教育論
3. 第3巻 若き人たちへ
4. 第4巻 忘れえぬ人々
5. 第5巻 隨想録

- 『天野貞祐集』〈現代知性全集 3〉日本書房 1958
  - 復刻『天野貞祐』〈日本人の知性 11〉 学術出版会 2010
- 『天野貞祐集』〈現代人生論全集 1)〉雪華社 1966
  - 復刻『私の人生論 1 天野貞祐』日本ブックエース 2010
- 『天野貞祐全集』全9巻 栗田出版会 1970-1972
  - 復刻版・日本図書センター 1999年

共編著
- 『大学生活』（編）光文社 1949
- 『君の情熱と僕の真実 心の対話』武者小路実篤共著 日本ソノサービスセンター 1968
- 『西田幾多郎とその哲学』燈影舎 1985

翻訳
- 『哲学序説 プロレゴメナ』カント著、桑木厳翼共訳 東亜堂 1914
  - 改題『プロレゴーメナ』旧岩波文庫 1950
  - 復刻・一穂社 2005
- 『純粋理性批判』カント著、岩波書店 1922-36
  - 旧岩波文庫 全3巻 1949-50
  - 復刻・一穂社 2005
  - 講談社学術文庫  1979

## 研究・評伝
- 独協学園百年史編纂室 編『回想天野貞祐』独協学園、1986年12月。全国書誌番号:88001492。
- 貝塚茂樹『戦後道徳教育の再考　天野貞祐とその時代』文化書房博文社、2013年4月。ISBN 9784830112393。
- 貝塚茂樹『天野貞祐　道理を信じ、道理に生きる』ミネルヴァ書房〈日本評伝選〉、2017年4月。ISBN 9784623080304。